# Obersöchering
Obersöchering – miejscowość i gmina w Niemczech, w kraju związkowym Bawaria, w rejencji Górna Bawaria, w regionie Oberland, w powiecie Weilheim-Schongau, wchodzi w skład wspólnoty administracyjnej Habach. Leży około 12 km na południowy wschód od Weilheim in Oberbayern, przy drodze B472.

## Demografia
| Rok  | Liczba mieszk. |
| ---- | -------------- |
| 1970 | 908            |
| 1987 | 1 064          |
| 2000 | 1 363          |
| 2005 | 1 481          |

### Struktura wiekowa
Dane o ludności z 31 grudnia 2008:
| Opis                                | Ogółem | Ogółem | Kobiety | Kobiety | Mężczyźni | Mężczyźni |
| ----------------------------------- | ------ | ------ | ------- | ------- | --------- | --------- |
| Jednostka                           | osób   | %      | osób    | %       | osób      | %         |
| Populacja                           | 1505   | 100    | 735     | 48,84   | 770       | 51,16     |
| Wiek przedprodukcyjny (0–17 lat)    | 356    | 23,65  | 160     | 10,63   | 196       | 13,02     |
| Wiek produkcyjny (18–65 lat)        | 931    | 61,86  | 461     | 30,63   | 470       | 31,23     |
| Wiek poprodukcyjny (powyżej 65 lat) | 218    | 14,49  | 114     | 7,57    | 104       | 6,91      |

## Polityka
Wójtem gminy jest Josef Kennerknecht, rada gminy składa się z 12 osób.
|      | CSU/FWG | AWG | Razem |
| 2008 | 6       | 6   | 12    |
| 2002 | 5       | 7   | 12    |

## Oświata
W gminie znajduje się przedszkole oraz szkoła podstawowa.